# Super Mario Adventures
Super Mario Adventures (マリオの大冒険, Mario no daibōken) è un fumetto stile manga scritto da Kentaro Takekuma e disegnato da Charlie Nozawa nel 1992 e pubblicato sul mensile americano Nintendo Power. Il fumetto è impersonato dai personaggi, specialmente di Super Mario World, della serie Super Mario. Il fumetto e stato ripubblicato un anno dopo nella rivista giapponese CoroCoro Comic con il titolo di Mario's Big Adventure.